# 마우고자타 코주호프스카
마우고자타 코주호프스카(Małgorzata Kożuchowska, 1971년 4월 27일 ~ )는 폴란드의 배우이다.